# Franco Balbi
Franco Nicolás Balbi (Junín, 21 agosto 1989) è un cestista argentino.

## Carriera
Con l'Argentina ha disputato i Campionati sudamericani del 2016.

## Palmarès
- Basketball Champions League Americas: 1

Flamengo: 2021
- Novo Basquete Brasil: 2

Flamengo: 2019, 2021
- Super 8 Cup: 2

Flamengo: 2018, 2020-21
- Campionati carioca: 1

Flamengo: 2020
- Coppa Intercontinentale: 1

Flamengo: 2022